# Thomas Leonhardt
Thomas Leonhardt (* 7. April 1966 in Zwickau) ist ein ehemaliger deutscher Fußballspieler. In den 1980er-Jahren spielte für Sachsenring Zwickau in der DDR-Oberliga, der höchsten Liga im DDR-Fußball.

## Sportliche Laufbahn
Bis 1980 spielte Thomas Leonhardt in der Nachwuchsabteilung des FC Karl-Marx-Stadt. 1975 wechselte er zur Betriebssportgemeinschaft (BSG) Sachsenring Zwickau. In der Saison 1983/84 bestritt er die ersten acht Punktspiele für die 1. Mannschaft, die nach ihrem Oberligaabstieg in der zweitklassigen DDR-Liga spielte. Er wurde nach der Winterpause zunächst auf wechselnden Positionen im Mittelfeld und im Angriff eingesetzt und hatte mit seinen vier Toren einen erfolgreichen Einstand. Die Zwickauer wurden Staffelsieger und qualifizierten sich damit für die Aufstiegsrunde zur Oberliga. In den acht Spielen kam Leonhardt viermal zum Einsatz, diesmal ausschließlich als Stürmer, blieb aber ohne Torerfolg. Als Tabellenvierter verpasste seine Mannschaft den Aufstieg, sodass Leonhardt eine weitere Saison in der DDR-Liga spielen musste. Dort bestritt er als Mittelstürmer zehn Punktspiele und wurde danach für 18 Monate zum Wehrdienst in der Nationalen Volksarmee eingezogen. Nach seiner Rückkehr fand er Sachsenring Zwickau in der Oberliga wieder und konnte erneut als Stürmer noch die letzten drei Oberligaspiele bestreiten. Danach musste er mit der Mannschaft wieder in die DDR-Liga absteigen und kehrte nicht wieder in den Erstligafußball zurück.
Nach dem Oberligaabstieg spielte Leonhardt 1989/90 zum letzten Mal in der DDR-Liga, Anfang 1990 wurde die BSG Sachsenring wendebedingt in den bürgerlichen Verein Fußball-Sport-Verein Zwickau (FSV) umgewandelt. Leonhardt gehörte zu den beiden FSV-Spielern, die mit 33 Ligaeinsätzen nur ein Punktspiel verpassten. Er wurde durchgängig im Mittelfeld aufgeboten. Nach dem Beitritt des DFV in den DFB wurde die bisherige DDR-Liga zur 2. Liga des Nordostdeutscher Fußballverband (NOFV-Liga), wurde aber 1991/92 zur drittklassigen NOFV-Oberliga Nord-Ost. Leonhardt machte mit dem FSV alle Veränderungen mit und stieg mit dem FSV 1994 in die 2. Bundesliga auf. Dort bestritt Leonhardt die Spielzeiten 1994/95 und 1995/96, in denen er in 17 bzw. 14 Ligaspielen eingesetzt wurde. In seinem letzten Punktspiel für den FSV erzielte er sein einziges Tor in der 2. Bundesliga.
In der Saison 1996/97 spielte Leonhardt beim Zweitliga-Absteiger Chemnitzer FC in der Regionalliga Nordost. Danach beendete Thomas Leonhardt nach 14 Spielzeiten seine Laufbahn als Leistungsfußballer. Als Freizeitsportler spielte er anschließend noch beim SV 1874 in Vielau, dem VfL in Wildenfels und dem SV 1946 in Mosel.